# Parallelia arctotaenia
Parallelia arctotaenia är en fjärilsart som beskrevs av Achille Guenée 1852. Parallelia arctotaenia ingår i släktet Parallelia och familjen nattflyn. Inga underarter finns listade i Catalogue of Life.